# Шафран, Ами
А́ми Шафра́н (ивр. עמי שפרן‎; полное имя: Амикам Шафран (ивр. עמיקם שפרן‎); род. 9 сентября 1954) — генерал-майор запаса Армии обороны Израиля; в последней армейской должности — глава Управления информационных технологий и коммуникаций Генштаба армии (с ноября 2006 по октябрь 2011 года).

## Биография
Ами Шафран родился 9 сентября 1954 года в семье раввина Менахема Шафрана (брата раввина Александра Шафрана), сына раввина Бецалеля Зеэва Шафрана («Гаона из Бакэу»).

### Военная карьера
В 1972 году Шафран был призван на службу в Армии обороны Израиля.
Начал службу в бригаде «Голани», затем перешёл на службу в войсках связи. С 1976 года занимался технологическими проектами в Управлении военной разведки.
В 1987 году был назначен главой отделения связи и компьютеризации в Отделе НИОКР военной разведки, а в 1991 году возглавил данный отдел. С 1995 года возглавлял проект в Администрации по исследованию, разработке вооружений и технологической инфраструктуры, а с 1996 года был представителем Администрации в представительстве Министерства обороны Израиля в США.
В 1998 году был назначен помощником Начальника Генштаба армии, в 2002 году в течение нескольких месяцев исполнял должность главы Администрации по исследованию и разработке вооружений и технологической инфраструктуры, а затем был назначен Начальником штаба (ивр. רמ"ט‎) министра обороны.
13 ноября 2006 года Шафрану было присвоено звание генерал-майора, и он был назначен главой Управления информационных технологий и коммуникаций Генерального штаба Армии обороны Израиля, сменив на посту генерал-майора Эхуда (Уди) Шани.
25 октября 2011 года Шафран передал командование управлением генерал-майору Узи Московичу накануне выхода Шафрана в запас из армии.
Имя Шафрана упоминалось среди имён кандидатов на вновь учреждённый пост Директора по информационным технологиям правительства Израиля.

### После выхода в запас
В 2013 году Шафран возглавил учреждённый в Ариэльском университете Центр исследований кибернетической безопасности, на основе которого в феврале 2020 году был учреждён Центр инноваций в сфере кибернетической безопасности Ариэльского университета под руководством Шафрана. В дальнейшем также был назначен председателем управляющего комитета Ариэльского университета.
В 2014—2015 годах был членом назначенной по решению военно-политического кабинета Израиля комиссии по определению принципов формирования оборонного бюджета Израиля под председательством генерал-майора запаса Йоханана Локера («Комиссия Локера»).
В ноябре 2017 года также вошёл в состав членов совета директоров израильской компании Paz Oil Company (ивр. פז חברת הנפט‎ «Паз Хеврат ха-Нефт»), а спустя два года также в состав членов советов директоров компаний группы «Паз» Pazkar и Paz Lubricants and Chemicals (вышел из состава совета директоров компании Pazkar в мае 2024 года). Также является председателем совета директоров компании Elsight, президентом компании Enigmatos, главой консультативного совета компании Security Matters, членом совета директоров ИТ-компаний ImageSat International NV, HiRiseTech, Waterfall Security Solutions и Innoveastech, членом правления компании 6D Cyber и учредителем ИТ-компаний Aurora Star и WeNspire. Также был венчурным партнёром фонда Moneta Venture Capital. До 2023 года был также членом совета директором ИТ-компаний eVigilo и CommuniTake Technologies.
В декабре 2020 года также стал членом совета директоров компании GenCell, а январе 2021 года — членом совета директоров компании Gilat Satellite Networks.
Шафран возглавлял также совет директоров инвестиционного партнёрства Native Alpha, основанного им со своими партнёрами для инвестиций в компании в сфере кибернетической безопасности и планировавшего первичное публичное предложение своих ценных бумаг на Тель-Авивской фондовой бирже, однако отозвавшего данное предложение в марте 2021 года.
Также входит в состав общественной комиссии по распределению пожертвований филантропического фонда «Яхад Ненацеах», учреждённого в октябре 2023 года для поддержки некоммерческих организаций, оказывающих помощь жертвам вторжения боевиков ХАМАС из сектора Газа в Израиль 7 октября 2023 года и последовавшей войны в Газе.

### Образование и личная жизнь
За время службы в армии Шафран получил степень бакалавра Университета имени Бен-Гуриона (в области электротехники) и степень магистра делового администрирования Школы менеджмента имени Реканати Тель-Авивского университета.
Женат на враче-эндокринологе докторе Нете Шафран, отец пятерых детей, живёт в Раанане.